# 유호 (영양효후)
유호(劉扈, ? ~ ?)는 전한의 제후로, 노공왕의 현손이다.

## 생애
아버지 유신의 뒤를 이어 영양후(寧陽侯)에 봉해졌다. 시호를 효라 하였고, 아들 유방이 작위를 이었다.

## 출전
- 반고, 《한서》 권15상 왕자후표 上

| 선대 아버지 영양강후 유신 | 전한의 영양후 ? ~ ? | 후대 아들 유방 |